# Pacajus
Pacajus est une ville brésilienne de l'État du Ceará. Sa population était estimée à 61 846 habitants en 2010. La municipalité s'étend sur 254 km2.
Elle fait partie de la région métropolitaine de Fortaleza.

## Maires
| Période | Période | Identité                              | Étiquette | Qualité |
| ------- | ------- | ------------------------------------- | --------- | ------- |
| 2009    | 2012    | Pedro José Philomeno Gomes Figueiredo | PMDB      |         |